# 维姆斯海姆
维姆斯海姆（德語：Wimsheim，發音：[ˈvɪmshaɪm]）是德国巴登-符腾堡州卡尔斯鲁厄行政区恩茨县的市镇，面积8.06平方千米，2023年12月31日人口为2,866人。